# Jeta Amata
Jeta Amata (Nigèria, 21 d'agost de 1974) és un director de cinema, productor de cinema, guionista i actor nigerià que ha guanyat diversos premis cinematogràfic i que és conegut sobretot per dirigir, produir i ser el guionista de la pel·lícula The Amazing Grace.

## Biografia
Jeta Amata forma part de la família veterana de cineastes que inclou a Ifoghale Amata, Zack Amata i Fred Amata. Va créixer en una família dedicada a la indústria del cinema i va produir i dirigir el seu primer film als 21 anys.
Jeta Amata va estudiar Arts Escèniques a la Universitat Estatal de Benue a Makurdi, Nigèria.
Jeta Amata es va casar amb l'actriu nigeriana Mbong Amata amb qui va tenir una filla, Veno Amata però la parella es va separar el 2012.

## Carrera cinematogràfica
Jeta Amata va debutar amb la pel·lícula Alexa Affair, que va estar seleccionada en el Festival de Cinema de Berlín el 2004. Aquesta, juntament amb The Amazing Grace i Mary Slessor, l'han fet un director amb reconeixement internacional. El 2003 va produir el film documental Game of Life per la BBC. The Amazing Grace va guanyar el premi de Millor Pel·lícula d'Àfrica Occidental en el Premi Screen Nations UK de 2006 i va ser la primera pel·lícula nigeriana projectada al Festival de Cinema de Cannes i que ha tingut distribució àmplia als països occidentals. Entre les seves pel·lícules més recents hi ha Inale, un musical sobre una història de fades africana i Black Gold un film que tracta sobre els patiments de la gent del Delta del Níger.
L'últim film de Jeta, Black November es va estrenar durant l'Assemblea General de l'ONU EL 2012 al Kennedy Center i a la Biblioteca del Congrés dels Estats Units a Washington D.C.. A més a més, el seu documental Into the Delta sobre la situació del Delta del Níger també ha tingut ressò internacional.

## Reconeixements oficials
El President d'Haití, Michel Joseph Martelly, ha nomenat Jeta Amata com Ambaixador Especial d'Haití.

## Filmografia

### Direcció
Les pel·lícules que ha dirigit Jeta Amata segons l'imdb són:
- 2015 - Road to Redemption
- 2012 - Black November
- 2011/I - Black Gold
- 2010 - Inale
- 2008 - Mary Slessor (sèrie de televisió)
- 2006 - The Amazing Grace
- 2005 - Last Game (Vídeo)
- 2005 - Ultimate Crisis (Vídeo)
- 2005 - Wheel of Change (Vídeo)
- 2004 - The Alexa Affair (curtmetratge)
- 2004 - Queen (Vídeo)
- 2004 - Queen 2 (Vídeo)
- 2003 - Dangerous Desire (Vídeo)
- 2003 - Love Entangle (Vídeo)
- 2003 - Unconditional Love (Vídeo)
- 2002 - Black Mamba (Vídeo)

### Producció
Jeta Amata ha produït les pel·lícules:
- 2015 - Road to Redemption (productor executiu
- 2012 - Black November
- 2012 - Shrink Rap (telefilm) (co-productor executiu)
- 2011/I - Black Gold
- 2010 - Inale
- 2008 - Mary Slessor (sèrie de televisió)
- 2006 - The Amazing Grace
- 2003 - Dangerous Desire (Vídeo)
- 2003 - Love Entangle (Vídeo)
- 2003 - Unconditional Love (Vídeo)

### Guionista
Jeta Amata ha guionitzat les pel·lícules:
- 2015 - Road to Redemption
- 2012 - Black November
- 2011/I - Black Gold
- 2010 - Inale
- 2008 - Mary Slessor (sèrie de televisió)
- 2006 - The Amazing Grace
- 2005 - Ultimate Crisis (Vídeo)
- 2005 - Wheel of Change (Vídeo)
- 2004 - The Alexa Affair (curtmetratge)

### Actor
Jeta Amata ha actuat en les pel·lícules:
- 2005 - Anini (Vídeo)
- 2005 - Last Game (Vídeo)
- 2004 - The Alexa Affair (curtmetratge), en el paper de Jamal
- 2002 - Black Mamba (Vídeo)

## Premis i nominacions
- 2011 - Premi a Millor Pel·lícula per a Black November al Festival Internacional de Cinema Africà de Verona.
- 2011 - Premi de l'Audiència per a Black November al Festival Internacional de Cinema Africà de Verona.
- 2011 - Premi de Millor Film d'Entreteniment per a Inale al Festival Internacional de Cinema de Mònaco.
- 2011 - Premi de Millor Pel·lícula per a Black November al Festival Nollywood de Copenhagen
- 2011 - Nominat al Premi de Millor Director per a Black November en el Festival de Cinema Afroamericà (ABFF).
- 2011 - Nominat al Premi de Millor Pel·lícula per a Black November en el Festival de Cinema Afroamericà.
- 2011 - Premi de Millor Guió per a Black November en el Festival de Cinema Afroamericà.
- 2011 - Premi de Millor Pel·lícula per a Inale als Premis d'Entreteniment de Nigèria.
- 2011 - Nominat al Premi de Millor Pel·lícula Nigeriana per a Inale als Premis de l'Acadèmia de Cinema Africà (AAMA).
- 2010 - Premi a Millor Pel·lícula en els Premis NFVSB de Nigèria.
- 2009 - Premi de l'Audiència per a Mary Slessor en el Festival Internacional de Cinema d'Abuja.
- 2009 - Premi de Millor Curtmetratge per a Mary Slessor en el Festival Internacional de Cinema d'Abuja.
- 2008 - Premi a Millor Director en els Premis SIMA per a The Amazing Grace.
- 2007 - Premi de Millor Pel·lícula d'Àfrica Occidental per a The Amazing Grace als Premis Screen Nations.
- 2007 - Nominat al premi de Millor Director per a The Amazing Grace als Premis de Cinema Nigerià (NMA).
- 2007 - Nominat al premi de Millor Pel·lícula per a The Amazing Grace als Premis de Cinema Nigerià.
- 2007 - Premi de Millor Cinematografia per a The Amazing Grace als Premis de Cinema Nigerià.
- 2006 - Nominat a Premi a Millor Director per a The Amazing Grace als Premis de l'Academia Africana de Cinema (AAMA).
- 2006 - Premi a Millor Cinematografia per a The Amazing Grace als Premis de l'Academia Africana de Cinema.
- 2006 - Nominació a Millor Pel·lícula per a The Amazing Grace als Premis de l'Academia Africana de Cinema.
- 2006 - Nominació a Millor Guió per a The Amazing Grace als Premis de l'Academia Africana de Cinema.